# Svartån (Mälaren)
Der Svartån (schwedisch für „schwarzer Fluss“) ist ein Fluss in Västmanland in Schweden.
Der Fluss hat seine Quelle bei Norberg in der gleichnamigen Gemeinde
im Norden von Västmanland.
Von dort fließt der in südlicher Richtung und mündet nach 91 km bei Västerås in den Västeråsfjärden und in den Mälaren.
Das Einzugsgebiet umfasst 776 km².
Der Svartån liegt im Einzugsgebiet des Norrström, welcher den Mälaren zur Ostsee hin entwässert.
Die größten durchflossenen Seen sind Hörendesjön (62 m ö.h.) und Fläcksjön (58 m ö.h.).